# Han Kang
Han Kang (한강, 韓江?; Gwangju, 27 novembre 1970) è una scrittrice sudcoreana, vincitrice del Man Booker International Prize nel 2016 con il romanzo La vegetariana e del Premio Nobel per la letteratura nel 2024.

## Biografia
Figlia dello scrittore Han Seung-won, è nata a Gwangju il 27 novembre 1970. Dopo gli studi sulla letteratura coreana all'Università Yonsei di Seul, esordisce pubblicando una serie di cinque poesie nella rivista coreana Letteratura e società nel 1993.
L'anno successivo esce il suo primo romanzo, Cervo nero, al quale seguiranno altri cinque.
Dal 2013 insegna scrittura creativa al Seoul Institute of the Arts.
Nel 2016 La vegetariana, storia di una donna che decide di smettere di mangiare carne in una società che non approva tale scelta, viene premiato con il prestigioso International Booker Prize, divenendo così il primo libro in lingua coreana a vincere tale premio. Han Kang alla selezione finale del premio ha battuto l'altra scrittrice in lista per il premio, l'italiana Elena Ferrante. Nel 2017 vince il Premio Malaparte per il libro Atti umani.

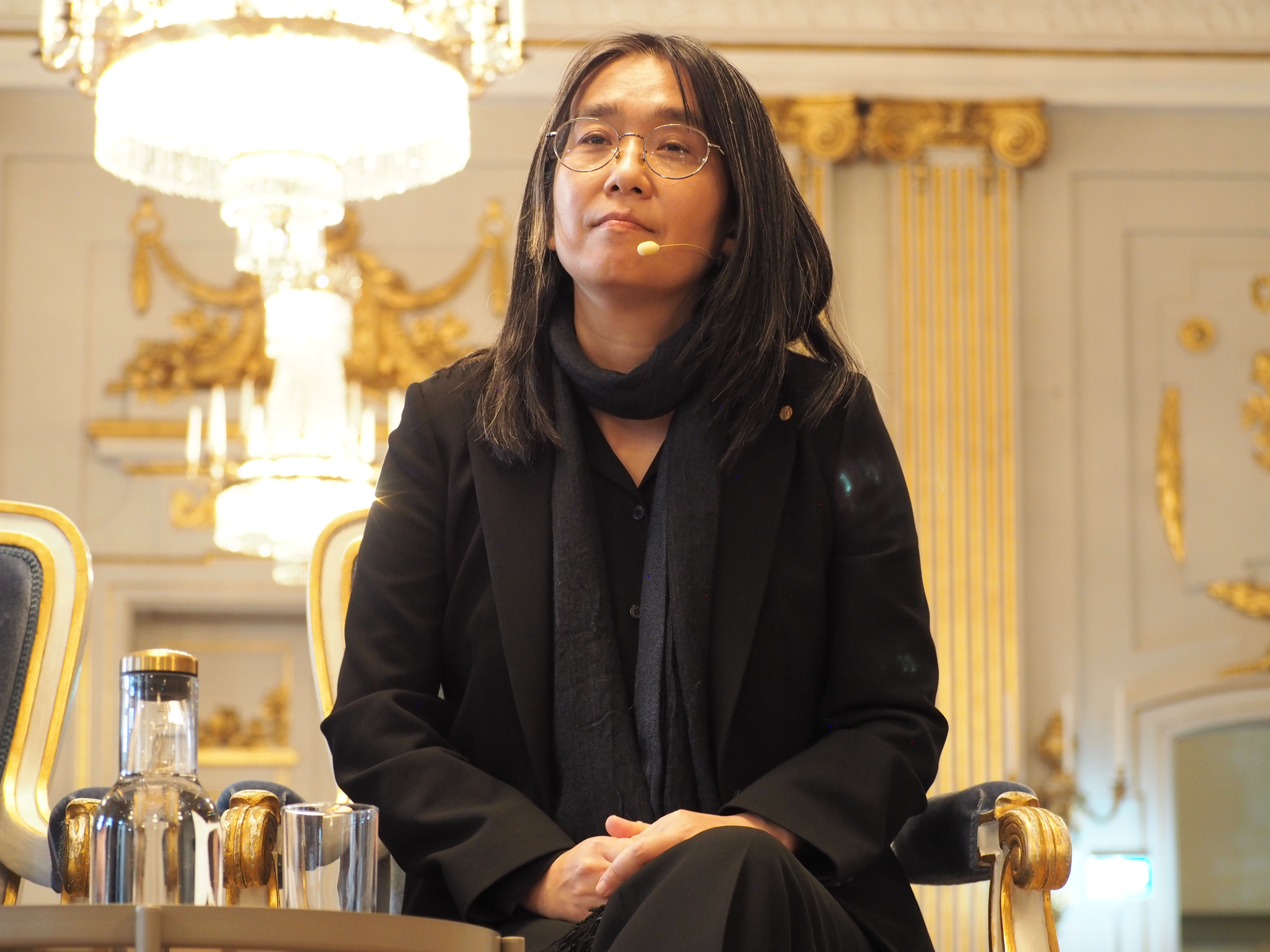
Han Kang al Konserthuset di Stoccolma, la sera della consegna del Nobel

Il 25 maggio 2019 consegnò un suo manoscritto inedito intitolato Dear Son, My Beloved alla Biblioteca del futuro, un progetto artistico culturale ideato da Katie Paterson. Così come le altre opere di questa biblioteca anche il libro di Han verrà pubblicato e reso disponibile solo nel 2114, cento anni dopo l'avvio dell'iniziativa.
Il 10 ottobre 2024 viene insignita del Premio Nobel per la letteratura, con la seguente motivazione: "per la sua intensa prosa poetica che affronta i traumi storici ed espone la fragilità della vita umana", divenendo la prima rappresentante del suo Paese a vincere un Nobel in questa categoria.

## Opere

### Poesie
- 얼음꽃 (Fiore di ghiaccio), 1993.[5]
- 유월 (Giugno), 1993.[5]
- 서울의 겨울 6 (Inverno a Seul 6), 1993.[5]
- 뱃노래 (Baracca), 1993.[5]
- 서울의 겨울 12 (Inverno a Seul 12), 1993.[5]

### Raccolte di poesie
- 서랍에 저녁을 넣어 두었다 (Ho messo la cena nel cassetto), 2013.

### Racconti
- 붉은 닻 (L'ancora rossa), 1994.[15]
- 내 이름은 태양꽃 (Il mio nome è girasole), 2002.
- 붉은 꽃 이야기 (Storia del fiore rosso), 2003.
- 천둥 꼬마 선녀 번개 꼬마 선녀 (Piccola Fata del Tuono, Piccola Fata del Fulmine), 2007.
- 눈물상자 (Scatola delle lacrime), 2008.

### Raccolte di racconti
- 여수의 사랑 (L'amore di Yeosu), 1995.
- 내 여자의 열매  (Il frutto della mia donna), 2000.
  - Pubblicato in Italia con il titolo Convalescenza, Milano, Adelphi, 2019, traduzione di Milena Zemira Ciccimarra. ISBN 978-88-459-3394-3.
- 노랑무늬영원 (Eternità con motivi gialli), 2012.

### Romanzi
- 검은 사슴 (Cervo nero), 1998.
- 그대의 차가운 손 (Le tue mani fredde), 2002.
- 채식주의자 (La vegetariana), 2007.
  - Pubblicato in Italia con il titolo La vegetariana, Milano, Adelphi, 2016, traduzione di Milena Zemira Ciccimarra. ISBN 978-88-459-3121-5.
- 바람이 분다, 가라 (Tira il vento, vai), 2010.
- 희랍어 시간 (L'ora di greco), 2011.
  - Pubblicato in Italia con il titolo L'ora di greco, Milano, Adelphi, 2023, traduzione di Lia Iovenitti. ISBN 9788845938337
- 소년이 온다 (Il ragazzo sta arrivando), 2014.
  - Pubblicato in Italia con il titolo Atti umani, Milano, Adelphi, 2017, traduzione di Milena Zemira Ciccimarra. ISBN 978-88-459-7935-4.
- 흰 (Bianco), 2016.
- 작별하지 않는다 (Non dire addio), 2021.
  - Pubblicato in Italia con il titolo Non dico addio, Milano, Adelphi, 2024, traduzione di Lia Iovenitti. ISBN 9788845939327

### Saggi
- 사랑과, 사랑을 둘러싼 것들 (L'amore e le cose che circondano l'amore), 2003.
- 가만가만 부르는 노래 (Una canzone cantata sottovoce), Bichae, 2007. ISBN 9788992036276 Il libro include un CD musicale di 10 brani in veste di autrice e cantante di canzoni.[16]